# Augustinus Kim Jong-soo
Augustinus Kim Jong-soo (ur. 8 lutego 1956 w Taehung-dong) – koreański duchowny katolicki, biskup Daejeon od 2022.

## Życiorys

### Prezbiterat
Święcenia kapłańskie otrzymał 13 lutego 1989 i został inkardynowany do diecezji Daejeon. Po studiach i kilkuletnim stażu duszpasterskim został ojcem duchownym katolickiego uniwersytetu w Daejeon. W latach 2001–2007 był dyrektorem centrum katechetycznego, a w kolejnych latach pracował jako rektor uniwersytetu.

### Episkopat
10 lutego 2009 papież Benedykt XVI mianował go biskupem pomocniczym diecezji Daejeon ze stolicą tytularną Sufasar. Sakry biskupiej udzielił mu 25 marca 2009 emerytowany ordynariusz - biskup Joseph Kyeong Kap-ryong. W latach 2021-2023 był sekretarzem Konferencji Episkopatu Korei.
26 lutego 2022 papież Franciszek mianował go biskupem diecezji Daejeon. 11 października 2023 został wiceprzewodniczącym Konferencji Episkopatu Korei.